# Thornhill, Cardiff
Thornhill är en förort och community i norra delen av Cardiff i Wales.
Thornhill community bildades den 1 december 2016 genom en utbrytning från Llanishen civil parish.